# Букснес
Букснес (норв. Buksnes) — бывшая коммуна в фюльке Нурланн, Норвегия. 
Коммуна была образована в 1837 году. 1 июля 1919 года дистрикт Хуль с 2 272 жителями был отделён от Букснеса как отдельная коммуна. После отделения в Букснесе осталось 3 188 жителей.
1 января 1963 года коммуна она была объединена с коммунами Борге, Хуль и Вальберг и образовала новую коммуну Вествогёй. Перед объединением население Букснеса составляло 4 416 человек.